# Курорт Гаргинский
Куро́рт Гарги́нский — посёлок в Курумканском районе Бурятии. Входит в сельское поселение «Арзгун».

## География
Расположен на правом берегу реки Гарги (левый приток Баргузина), в 25 км к юго-востоку от центра сельского поселения, улуса Арзгун. Находится в западных отрогах Икатского хребта, в межгорной долине среднего течения реки Гарги, в месте выхода термальных вод Гаргинского источника.

## История
Воды Гаргинского источника впервые исследованы в 1775 году академиком И. Г. Георги.

## Население
| 2002 | 2010 |
| ---- | ---- |
| 0    | →0   |